# Katholische Universität
Eine Katholische Universität ist eine Universität in Trägerschaft der römisch-katholischen Kirche. Träger sind in der Regel Stiftungen einzelner Diözesen, Bischofskonferenzen, vereinzelt auch der Heilige Stuhl (Päpstliche Universität). Davon zu unterscheiden sind Ordenshochschulen.

## Apostolische Konstitution
Die Identität einer Katholischen Universität ist päpstlicherseits durch die Apostolische Konstitution über die Katholischen Universitäten Ex Corde Ecclesiae vom 15. August 1990 bestimmt. Dort heißt es unter anderem: „Jede Katholische Universität ist als Universität eine akademische Gemeinschaft, die in strenger und kritischer Methode zum Schutz und zur Förderung der menschlichen Würde und zugleich des Kulturerbes ihren Beitrag leistet durch Forschung und Lehre und durch die verschiedenen Dienste, die sie den örtlichen, nationalen und internationalen Gemeinschaften zu deren Nutzen erbringt.“

## Internationale Zusammenarbeit
Der weltweite Zusammenschluss katholischer Universitäten ist die 1924 gegründete Fédération Internationale des Universités Catholiques (FIUC), die Internationale Föderation Katholischer Universitäten. Ihr gehören 192 katholische Universitäten und Hochschulen in 53 Ländern an.
Außerdem wurde 2011 im spanischen Ávila ein World Congress of Catholic Universes (WCCU) durchgeführt.

## Liste katholischer Universitäten

### Afrika (mehrere Staaten)
- Université Catholique de l’Afrique de l’Ouest (UCAO) in Burkina Faso, Elfenbeinküste, Guinee, Guinea-Bissau, Kap Verde, Mali, Mauretanien, Senegal und Togo

### Angola
- Katholische Universität von Angola, Luanda

### Äthiopien
- Ethiopian Catholic University of St. Thomas Aquinas (ECUSTA)

### Argentinien
- Austral University, Buenos Aires/Pilar/Rosario
- IAE Universität, Buenos Aires/Pilar (span.: IAE Universidad Austral – IAE)
- Centro Loyola, San Miguel
- Katholische Universität Córdoba, Córdoba (span.: Universidad Católica de Córdoba – UCC)
- Katholische Universität von Cuyo, San Juan (span.: Universidad Católica de Cuyo – UCCUYO)
- Katholische Universität von La Plata, La Plata (span.: Universidad Católica de la Plata – UCALP)
- Katholische Universität von Salta, Salta (span.: Universidad Católica de Salta – UCASAL)
- Katholische Universität Santiago del Estero, Santiago del Estero (span.: Universidad Católica de Santiago del Estero – UCSE)
- Päpstliche Katholische Universität von Argentinien, Buenos Aires (span.: Pontificia Universidad Católica Argentina Santa María de los Buenos Ayres – UCA)
- Universität FASTA, Mar del Plata (span: Universidad Fasta de la Fraternidad de Agrupaciones Santo Tomás de Aquino – UFASTA)
- Universität des Nordens Heiliger Thomas von Aquin, San Miguel de Tucumán (span.: Universidad del Norte Santo Tomás de Aquino – UNSTA)
- Universität Salvador, Buenos Aires (span.: Universidad del Salvador – USAL)

### Australien
- Australian Catholic University, Canberra
- Campion College, Sydney
- St. Norbert College, Perth
- University of Notre Dame Australia, Fremantle/Broome/Sydney
- United Faculty of Theology, Parkville, Victoria

### Belgien
- Katholische Universität Brüssel, Brüssel
- Katholieke Universiteit Leuven, Löwen
- Katholieke Hogeschool Kempen, Kempen
- Katholieke Hogeschool Zuid-West-Vlaanderen, Kortrijk/Roeselare/Tielt/Torhout
- Katholieke Universiteit Leuven Kulak, Kortrijk
- St John Berchmans University College, Heverlee
- Université catholique de Louvain, Löwen

### Bolivien
- Universidad Católica Boliviana San Pablo, La Paz

### Brasilien
- Katholische Universität von Brasília (Universidade Católica de Brasília UCB)
- Katholische Universität Dom Bosco (Universidade Católica Dom Bosco UCDB)
- Katholische Universität von Pelotas (Universidade Católica de Pelotas UCPel)
- Katholische Universität von Pernambuco (Universidade Católica de Pernambuco UNICAP)
- Katholische Universität von Petrópolis (Universidade Católica de Petrópolis UCP)
- Katholische Universität von Salvador (Universidade Católica do Salvador UCSal)
- Katholische Universität von Santos (Universidade Católica de Santos UNISANTOS)
- Katholische Universität Santa Úrsula (Universidade Católica Santa Úrsula USU)
- Katholische Universität von Vale do Rio dos Sinos (Universidade do Vale do Rio dos Sinos Unisinos)
- Päpstliche Katholische Universität von Goiás (Pontifícia Universidade Católica de Goiás PUC Goiás)
- Päpstliche Katholische Universität von Campinas (Pontifícia Universidade Católica de Campinas PUCCamp)
- Päpstliche Katholische Universität von Minas Gerais (Pontifícia Universidade Católica de Minas Gerais PUC-MG)
- Päpstliche Katholische Universität von Paraná (Pontifícia Universidade Católica do Paraná PUCPR)
- Päpstliche Katholische Universität von Rio de Janeiro (Pontifícia Universidade Católica do Rio de Janeiro PUC-Rio)
- Päpstliche Katholische Universität von Rio Grande do Sul (Pontifícia Universidade Católica do Rio Grande do Sul PUCRS)
- Päpstliche Katholische Universität von São Paulo (Pontifícia Universidade Católica de São Paulo PUC-SP)

### Chile
- Pontificia Universidad Católica de Chile, Santiago
- Universidad Católica del Norte, Antofagasta
- Päpstliche Katholische Universität von Valparaíso
- Universidad Alberto Hurtado, Santiago
- Universidad Santo Tomas, Viña del Mar

### Republik China und Hongkong
- Aurora Universität, Shanghai (1903–1952)
- Caritas Bianchi College of Careers, Hongkong
- Caritas Institute of Higher Education, Hongkong
- Heilig Geist Seminar, Wong Chuk Hang, Hongkong
- Katholische Universität Hongkong, Hongkong (in Planung durch Caritas Hongkong)
- Katholische Fu-Jen-Universität (Peking (1925–1949); Taiwan (seit 1960))

### Deutschland
- Hochschule für Katholische Kirchenmusik und Musikpädagogik Regensburg (HfKM)
- Hochschule für Philosophie München (HfPh München)
- Katholische Universität Eichstätt-Ingolstadt (KU Eichstätt-Ingolstadt)
- Katholische Hochschule für Sozialwesen Berlin (KHSB)
- Katholische Hochschule Freiburg (KH Freiburg)
- Katholische Hochschule Mainz (KH Mainz)
- Katholische Hochschule Nordrhein-Westfalen (KatHO NRW)
- Katholische Hochschule für Kirchenmusik Rottenburg (HfK Rottenburg)
- Katholische Stiftungshochschule München (KSH München)
- Kölner Hochschule für Katholische Theologie (KHKT)
- Philosophisch-Theologische Hochschule Münster (PTH Münster)
- Philosophisch-Theologische Hochschule Sankt Georgen (PTH Sankt Georgen)
- Vinzenz Pallotti University in Vallendar
- Theologische Fakultät Fulda (ThF Fulda)
- Theologische Fakultät Paderborn (ThF Paderborn)
- Theologische Fakultät Trier (TheoFak Trier)

### Dominikanische Republik
- Päpstliche Katholische Universität „Mater et Magistra“

### Ecuador
- Päpstliche Katholische Universität von Ecuador
- Universidad Católica Santiago de Guayaquil, Guayaquil

### Frankreich
- Institut Catholique de Paris (Institut Catholique d'Études Supérieures (ICES))
- Katholische Universität Lille
- Katholische Universität Lyon
- Université Catholique de l’Ouest, Angers
- Katholisches Institut von Toulouse

### Indonesien
- Atma Jaya Catholic University of Indonesia, Jakarta
- Atma Jaya University, Yogyakarta
- De La Salle Catholic University, Manado
- Parahyangan Catholic University, Bandung
- Sanata Dharma University, Yogyakarta
- Katholische Universität von Soegijapranata, Semarang[2]
- Universitas Katolik St Thomas Sumatera Utara, Medan

### Irland
- Katholische Universität von Irland, Dublin
- All Hallows College, Dublin
- Holy Cross College, Dublin
- Coláiste Mhuire, Dublin
- Froebel College of Education, Dublin
- Kimmage Development Studies Centre, Dublin
- Mary Immaculate College, Limerick
- Mater Dei Institute of Education, Dublin
- Milltown Institute of Theology and Philosophy, Dublin
- St. Angela's College, Sligo
- St. Patrick’s College, Dublin
- St. Patrick’s College, Maynooth
- St. Patrick’s College, Thurles
- St. Patrick’s, Carlow College, Carlow
- St. Catherine's College of Education for Home Economics, Dublin
- The Priory Institute, Dublin

### Italien
- Päpstliches Athenaeum Sant’Anselmo (Anselmianum), Rom
- Päpstliche Universität Heiliger Thomas von Aquin (Angelicum), Rom
- Päpstliche Universität Santa Croce, Rom
- Päpstliches Athenaeum Regina Apostolorum, Rom
- Päpstliches Bibelinstitut, Rom
- Päpstliche Diplomatenakademie, Rom
- Päpstliche Lateranuniversität, Rom
- Päpstliche Universität Urbaniana, Rom
- Päpstliches Orientalisches Institut, Rom
- Päpstliche Universität Gregoriana, Rom
- Päpstliche Universität der Salesianer (UPS), Rom
- Katholische Universität vom Heiligen Herzen, Mailand

### Japan
- Sophia-Universität in Tokyo
- Nanzan-Universität in Nagoya
- St. Catherine University (Sei Katarina Daigaku)
- St. Thomas University (Sei Tomasu Daigaku)

### Kanada
- Assumption University, Windsor, Ontario
- Brescia University College, London, Ontario
- Campion College, Regina, Saskatchewan
- Catholic Pacific College, Langley, British Columbia
- Collège Mathieu, Gravelbourg, Saskatchewan
- Dominican University College, Ottawa, Ontario
- Loyola College, Montreal
- King’s University College, London, Ontario
- Mount Saint Vincent University, Halifax, Nova Scotia
- Newman Theological College, Edmonton, Alberta
- Our Lady Seat of Wisdom College, Barry's Bay, Ontario
- St. Joseph’s College, Edmonton, Alberta
- University of St. Joseph’s College, Memramcook, New Brunswick
- Saint Dunstan's University, Charlottetown, Prince Edward Island
- Saint Mary’s University Halifax, Halifax, Nova Scotia
- University of St. Michael’s College, Toronto, Ontario
- Saint Paul University, Ottawa, Ontario
- St. Paul’s College, Winnipeg, Manitoba
- St. Thomas More College, Saskatoon, Saskatchewan
- St. Thomas University, Fredericton, New Brunswick
- Saint Francis Xavier University, Antigonish, Nova Scotia
- St. Jerome’s University, Waterloo, Ontario
- St. Mark’s College, Vancouver
- St. Mary’s University, Calgary
- Université de Saint-Boniface, Winnipeg, Manitoba
- Université Sainte-Anne, Pointe-de-l'Église, Nova Scotia
- University of St. Michael’s College (College der University of Toronto)

### Kolumbien
- Katholische Universität von Kolumbien, (span.: Universidad Católica de Colombia), Bogotá
- Päpstliche Universität Bolivariana (span.: Universidad Pontificia Bolivariana – UPB), Medellín
- Päpstliche Universität Xaveriana (span.: Pontificia Universidad Javeriana – PUJ), Bogotá
- Thomas von Aquin Universität Bogotá (span.: Universidad Santo Tomás – USTA), Bogotá
- Universidad Católica de Oriente, Rionegro
- Fundación Universitaria Católica Lumen Gentium, Cali

### Demokratische Republik Kongo
- Université Catholique du Congo in Kinshasa, Demokratische Republik Kongo

### Kroatien
- Katholische Universität Kroatien, (Hrvatsko katoličko sveučilište), Zagreb

### Malawi
- Catholic University of Malawi (CUNIMA) in Limbe

### Mosambik
- Katholische Universität von Mosambik
- UST Mozambique

### Niederlande
- Katholische Universität Nimwegen (Entzug der katholischen Lehrerlaubnis)
- Fakultät für katholische Theologie der Universität Tilburg

### Nigeria
- Catholic University of Nigeria, Abuja
- Katholisches Institut von Westafrika, Port Harcourt

### Österreich
- Katholische Hochschule ITI (Trumau bei Wien)
- Katholische Privat-Universität Linz (KU Linz)
- Katholisch-Theologische Fakultät der Karl-Franzens-Universität Graz (KFU Graz)
- Katholisch-Theologische Fakultät der Universität Innsbruck
- Katholisch-Theologische Fakultät der Paris-Lodron-Universität Salzburg
- Katholisch-Theologische Fakultät der Universität Wien (KTF Universität Wien)
- Philosophisch-Theologische Hochschule der Diözese St. Pölten (PTH St. Pölten)
- Priesterseminar Leopoldinum Heiligenkreuz (Leopoldinum Wien)
- Philosophisch-Theologische Hochschule Benedikt XVI. (Hochschule Heiligenkreuz)

### Osttimor
- Universidade Católica Timorense São João Paulo II., Dili

### Paraguay
- Universidad Católica Nuestra Señora de la Asunción, Asunción

### Peru
- Päpstliche Katholische Universität von Peru (Pontificia Universidad Católica del Perú, Lima, Perú)

### Philippinen
- San Carlos-Universität Cebu-City
- Aquinas University
- Päpstliche und Königliche Universität des heiligen Thomas von Aquin in Manila

### Polen
- Katholische Universität Lublin
- Kardinal-Stefan-Wyszyński-Universität Warschau
- Päpstliche Universität Johannes Paul II.
- Päpstliche Theologische Fakultät Breslau
- Päpstliche Theologische Fakultät Warschau
- Ignatianum-Akademie Krakau

### Portugal
- Katholische Universität Portugal in Lissabon, Porto, Braga und Beira

### Puerto Rico
- Päpstliche Katholische Universität von Puerto Rico, Ponce

### Schweiz
- Theologische Hochschule Chur (THC Chur)
- Theologische Schule der Benediktinerabtei Einsiedeln
- Theologische Fakultät der Universität Freiburg
- Theologische Fakultät der Universität Luzern

### Slowakei
- Katholische Universität Ružomberok

### Spanien
- Katholische Universität Ávila (Universidad Católica de Ávila Santa Teresa de Jesús)
- Katholische Universität Murcia (Universidad Católica San Antonio de Murcia)
- Katholische Universität Valencia Sankt Vinzenz der Märtyrer (Universidad Católica de Valencia San Vicente Mártir)
- Universität Navarra in Pamplona (Universidad de Navarra)
- Päpstliche Universität Comillas
- Päpstliche Universität Salamanca
- Universidad Francisco de Vitoria (Madrid)
- Universidad del CEU – Abat Oliba (Barcelona)
- Universidad del CEU – Cardenal Herrera (Valencia)
- Universidad del CEU – San Pablo (Madrid)

### Südsudan
- Katholische Universität von Südsudan

### Südkorea
- Katholische Universität von Korea, Seoul
- Katholische Universität Daegu
- Katholische Universität Gwangju
- Katholische Universität Pusan

### Taiwan
- Katholische Fu-Jen-Universität

### Tansania
- St.-Augustinus-Universität Tansania (SAUT)

### Ungarn
- Katholische Péter-Pázmány-Universität, Budapest

### Ukraine
- Ukrainische Katholische Universität in Lemberg

### Venezuela
- Universidad Católica Andrés Bello (UCAB), Caracas, Los Teques, Guayana und Coro
- Universidad Católica del Táchira (UCAT), San Cristóbal
- Universidad Monteávila, Caracas
- Universidad Católica Cecilio Acosta (UNICA), Maracaibo
- Universidad Católica Santa Rosa (USCAR), Caracas

### Vereinigte Staaten
- Ave Maria University, Ave Maria, Florida
- DePaul University, Chicago, Illinois
- Fairfield University, Fairfield County, Connecticut
- Fordham University, New York City
- Georgetown University, Washington, D.C.
- Gonzaga University, Spokane, Washington (Bundesstaat)
- John Carroll University, Cleveland, Ohio
- Katholische Universität von Amerika, Washington, D.C.
- Loyola University Chicago, Chicago, Illinois
- Loyola Marymount University, Los Angeles, Kalifornien
- Marquette University, Milwaukee, Wisconsin
- Ohio Dominic University, Columbus, Ohio
- Regis University, Denver, Colorado
- Santa Clara University, Santa Clara, Kalifornien
- Saint Ambrose University, Davenport, Iowa
- Saint Joseph’s University, Philadelphia, Pennsylvania
- Saint Leo University, Saint Leo, Florida
- Saint Louis University, St. Louis, Missouri
- Seattle University, Seattle, Washington (Bundesstaat)
- University of Detroit Mercy, Detroit, Michigan
- University of Notre Dame, South Bend, Indiana
- University of Sacramento, Sacramento (Kalifornien), Kalifornien
- University of St. Thomas, Saint Paul, Minnesota
- University of St. Thomas, Houston, Texas
- University of San Francisco, San Francisco, Kalifornien
- University of Scranton, Lackawanna County, Pennsylvania
- Wheeling University, Wheeling, West Virginia
- Xavier University of Cincinnati, Cincinnati, Ohio
- Xavier University of Louisiana, New Orleans, Louisiana

### Westjordanland
- Universität Bethlehem
  - mit Hochschule für Säuglingskrankenpflege in Emmaus